# Arthur Kornberg
Arthur Kornberg (ur. 3 marca 1918 w Nowym Jorku, zm. 26 października 2007) – amerykański biochemik i lekarz, który otrzymał razem z dr. Severo Ochoą w 1959 Nagrodę Nobla z dziedziny medycyny za odkrycie sposobu w jaki cząsteczki kwasu dezoksyrybonukleinowego (DNA) są reprodukowane w komórkach bakteryjnych i za odtworzenie (rekonstrukcję) go w warunkach laboratoryjnych.

## Życiorys
Urodził się w Nowym Jorku (w dzielnicy Brooklyn) jako syn Josepha i Leny Kornbergów. Jego rodzice byli żydowskimi emigrantami z Galicji i przybyli do Stanów Zjednoczonych w 1900 roku. Ojciec pracował jako operator maszyny do szycia przez ponad 30 lat a później gdy podupadł na zdrowiu otworzył mały sklep z narzędziami, w którym pomagał mu mały Arthur. Joseph Kornberg mimo braku formalnego wykształcenia władał sześcioma językami.
Arthur Kornberg kształcił się najpierw w Abraham Lincoln High School, a następnie w nowojorskim college'u. W 1937 roku uzyskał pierwszy stopień naukowy – Bachelor of Science. W 1941 na Uniwersytecie w Rochester został doktorem medycyny. 
W latach 1942–1953 Kornberg kierował pracami badawczymi w Amerykańskim Narodowym Instytucie Zdrowia, dotyczyły one enzymów oraz procesu metabolizmu. Dzięki jego pomocy udało się też odkryć reakcje chemiczne zachodzące w komórkach, w wyniku których dochodzi do powstania dinukleotydu flawinoadeninowego (FAD) oraz nukleotydu dwufosfopirydynowego (DPN). Przyczynił się także do poznania procesu tworzenia koenzymów istotnych przy przenoszeniu wodoru w biologicznych procesach utleniania i redukcji.
Pracował także w latach 1953–1959 jako dyrektor instytutu mikrobiologii na uniwersytetach w Waszyngtonie i Saint Louis. W dalszym ciągu kontynuował swoje badania dotyczące sposobu wytwarzania przez organizmy żywe nukleotydów. Szczególnym obszarem jego zainteresowań był problem dotyczący wiązań łączących nukleotydy i formowania w ten sposób cząsteczek DNA. Rozwiązał tę kwestię poprzez dodanie specjalnie oznakowanych nukleotydów (poprzez potraktowanie ich radioaktywnym izotopem azotu) do wyciągu z kultur zwykłych bakterii Escherichia coli. Model tej replikacji jest nazywany replikacją semikonserwatywną. W trakcie tego doświadczenia w 1956 roku znalazł dowody na przebieganie reakcji polimeryzacji z udziałem enzymów jako katalizatorów. Wówczas też wyodrębnił „czysty” enzym (znany jako polimeraza DNA) za którego pomocą w połączeniu z pewnymi grupami nukleotydów był w stanie stworzyć dokładne kopie krótkich łańcuchów cząsteczek DNA.
Od 1959 Kornberg był profesorem biochemii na Uniwersytecie Stanforda w Palo Alto w Kalifornii. 
Jest ojcem Rogera Kornberga, który w 2006 otrzymał Nagrodę Nobla w dziedzinie chemii „za badania molekularnego mechanizmu transkrypcji w komórkach eukariotycznych”.